# 아가사 바르바라

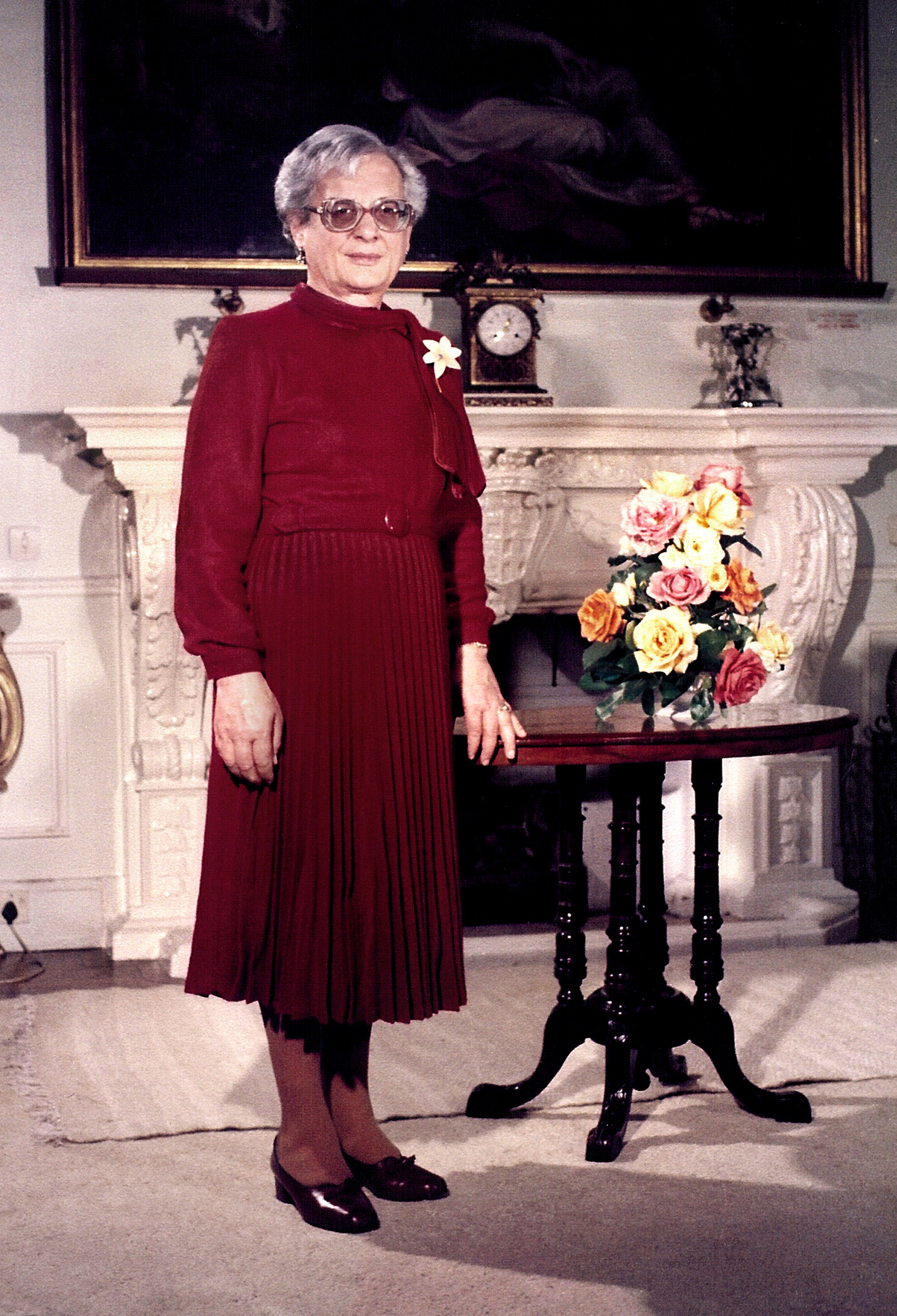
아가사 바르바라

아가사 바르바라(Agatha Barbara, 1923년 3월 11일 ~ 2002년 2월 4일)는 몰타의 정치인으로, 1982년부터 1987년까지 몰타의 대통령을 역임했다.